# Павловка (Иркутская область)
Павловка — деревня в Тулунском районе Иркутской области России. Входит в состав Усть-Кульского муниципального образования. 
Деревня расположена на левом берегу реки Илир. Павловка находится примерно в 31 км к северу от районного центра — города Тулун.

## Население
| 2002 | 2010 | 2011 | 2012 |
| ---- | ---- | ---- | ---- |
| 63   | ↘29  | →29  | ↘26  |

По данным Всероссийской переписи, в 2010 году в деревне проживало 29 человек (13 мужчин и 16 женщин).